# Plataforma de Google

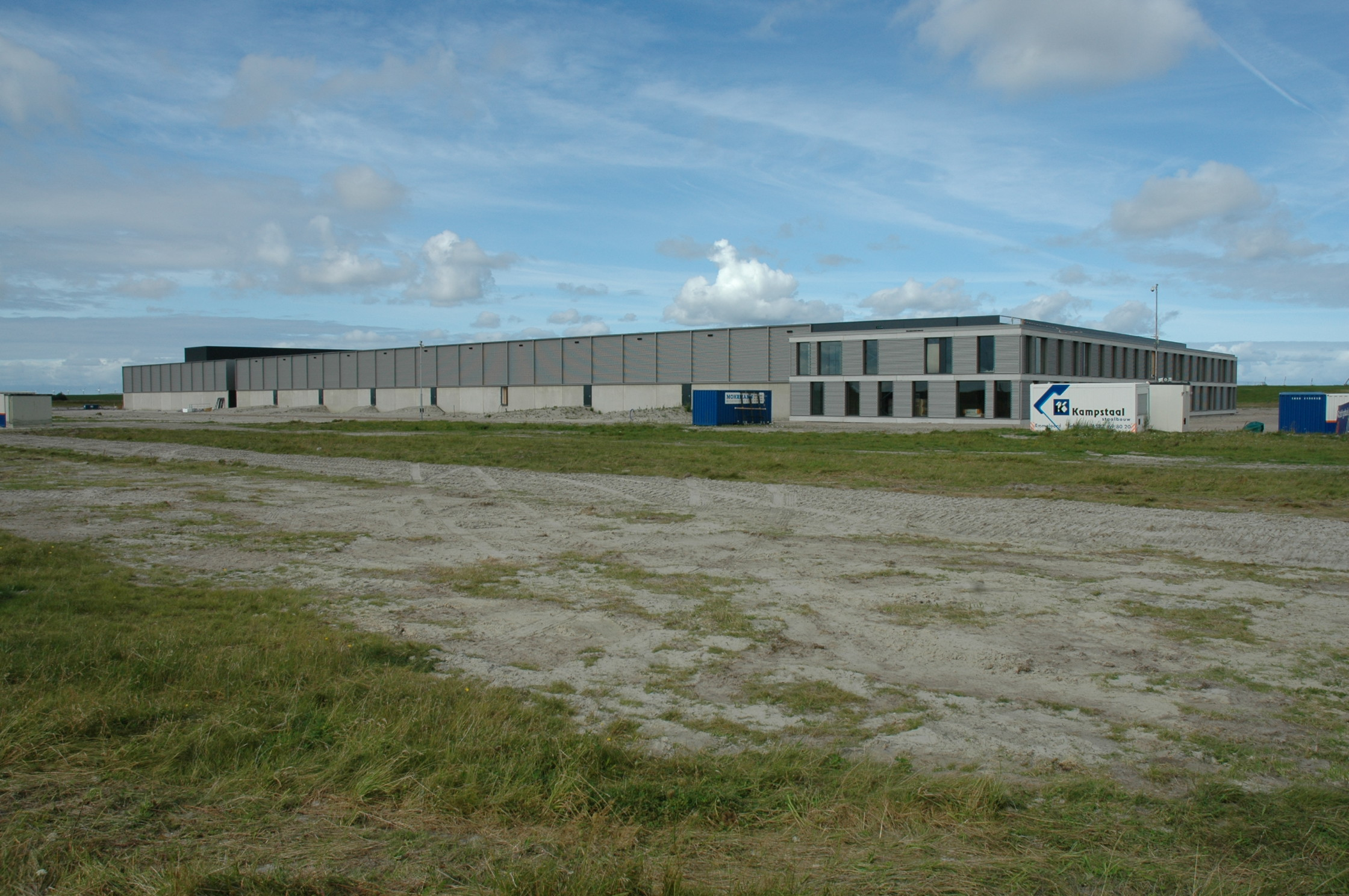
Antiguo centro de datos de Google en Eemshaven, Países Bajos.

Los centros de datos de Google (en inglés: Google data center) son grandes instalaciones de procesamiento de datos que Google utiliza para proporcionar  sus servicios que, combinan grandes unidades, nodos informáticos organizados en pasillos de racks, redes internas y externas, controles ambientales (principalmente control de enfriamiento y humidificación) y software de operaciones (especialmente en lo que respecta a  balance de carga y tolerancia a fallos). 
No hay datos oficiales sobre cuántos servidores hay en los centros de datos de Google, sin embargo, Gartner estimó en un informe de julio de 2016 que Google en ese momento tenía 2,5 millones de servidores. Este número está cambiando a medida que la empresa amplía su capacidad y actualiza su hardware.

## Ubicaciones
Las ubicaciones de los distintos centros de datos de Google por continente son las siguientes:

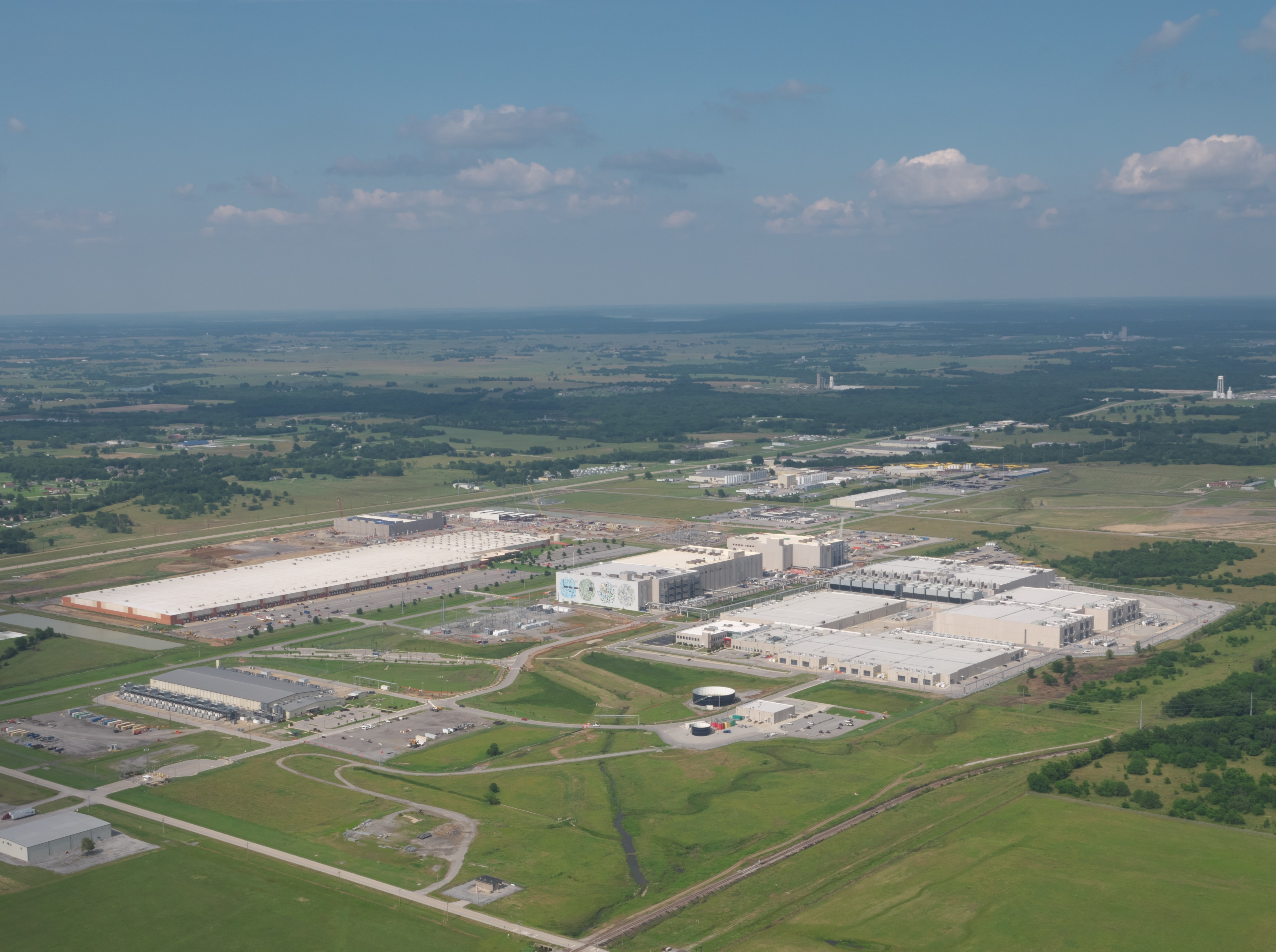
Centro de datos de Google en Mayes County, Oklahoma en MidAmerica Industrial Park.

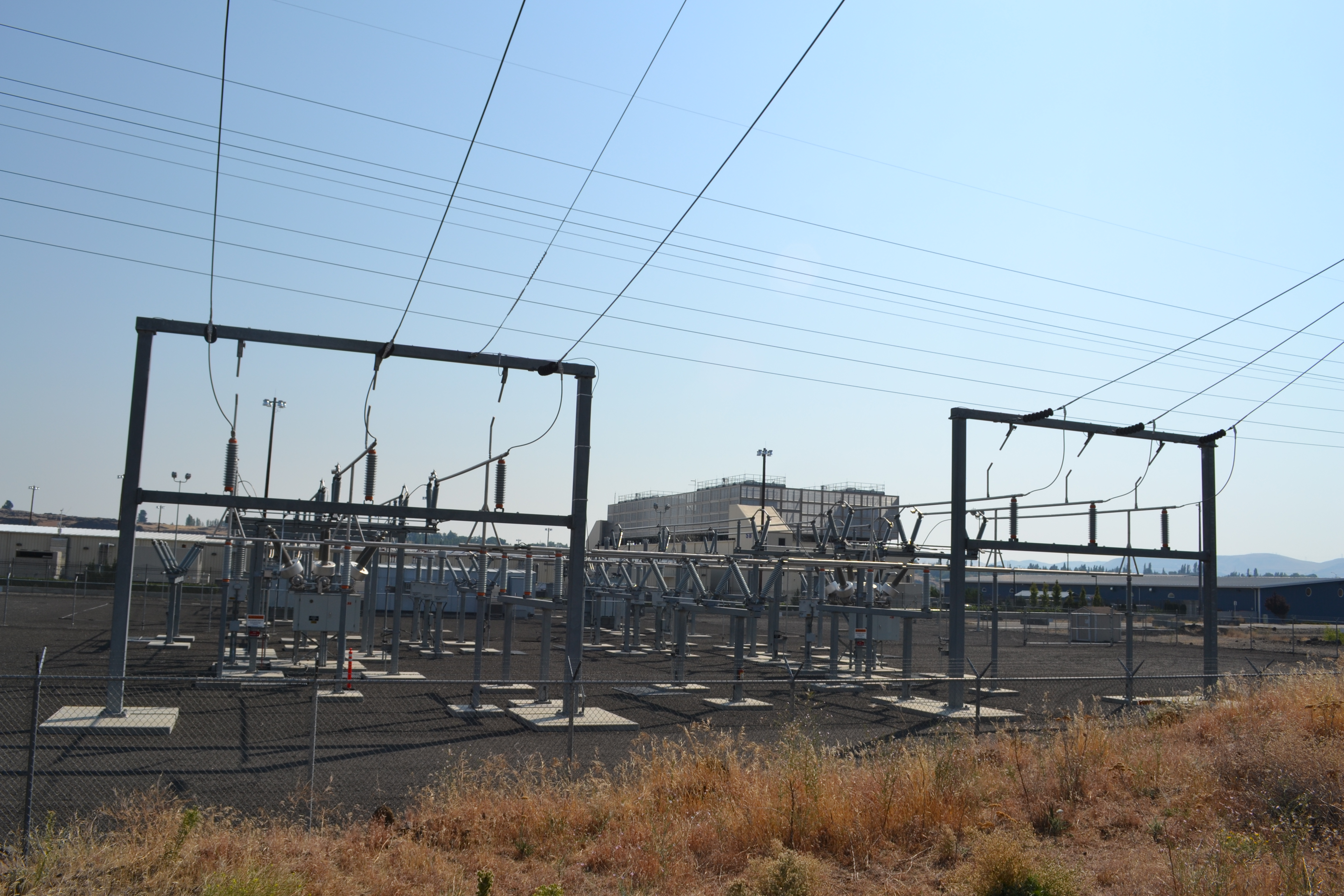
Centro de datos de Google en The Dalles, Oregón.

- Condado de Berkeley, Carolina del Sur
- Council Bluffs, Iowa
- The Dalles, Oregón
- Condado de Douglas, Georgia
- Henderson, Nevada
- Condado de Jackson, Alabama
- Lenoir, Carolina del Norte
- Condado de Loudoun, Virginia
- Condado de Mayes, Oklahoma
- Midlothian, Texas
- Condado de Montgomery, Tennessee
- New Albany, Ohio
- Papillion, Nebraska
- Condado de Storey, Nevada
- Quilicura, Chile
- Dublín, Irlanda
- Eemshaven, Países Bajos
- Fredericia, Dinamarca
- Hamina, Finlandia
- Middenmeer, Países Bajos
- Saint-Ghislain, Bélgica
- Condado de Changhua, Taiwán
- Singapur[2]

## Topología de red

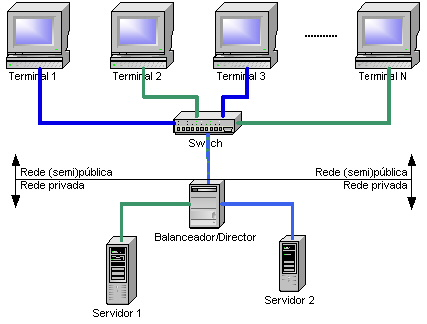
Arquitectura típica de un balanceador de carga.

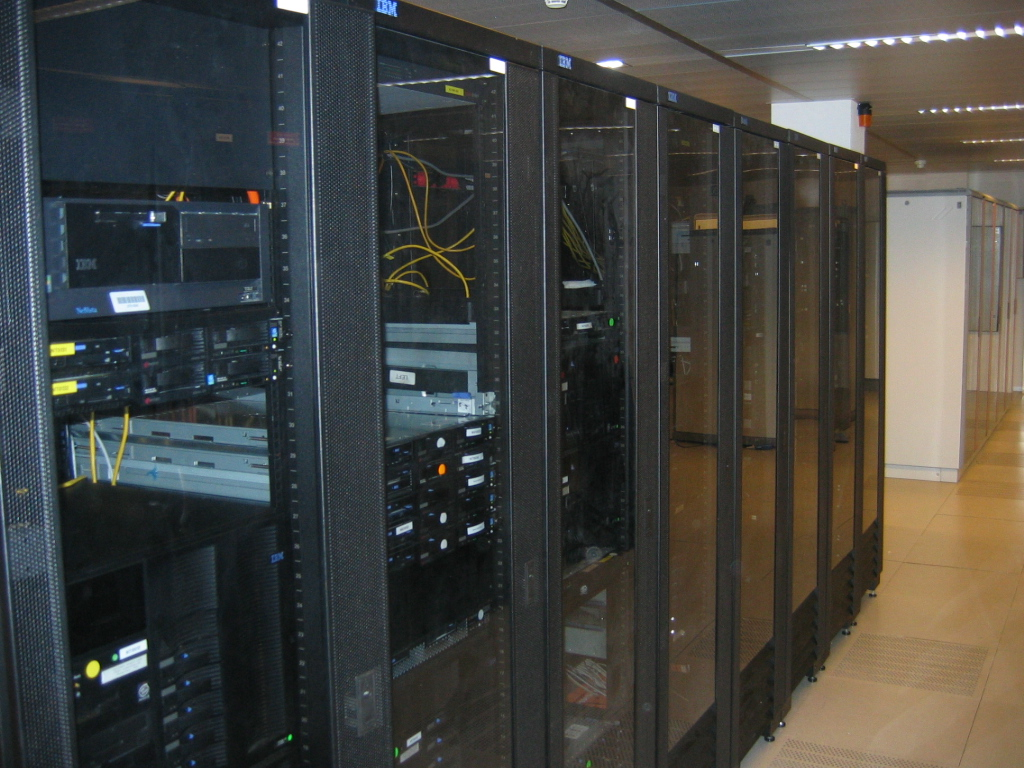
Un centro de datos donde se pueden ver varios racks.

A pesar de que no se conocen las cifras exactas, se estima que Google mantiene más de 2.000.000 de servidores, ordenados en racks de clusters en varias ciudades del mundo. Los principales centros se encuentran en Mountain View (California), Virginia, Memphis Atlanta y Dublín. Hay otras instalaciones en construcción en The Dalles y Saint-Ghislain. En 2009 Google inauguró otra instalación ecológica en Council Bluffs cerca de una fuente abundante de energía eólica y de una red de fibra óptica. Gracias a la dispersión geográfica de sus servidores, Google puede ofrecer un servicio más rápido a los usuarios, lo cual es vital teniendo en cuenta que en el año 2005 Google había indexado 8.000 millones de webs.
Cuando alguien intenta conectarse a Google, los servidores DNS traducen la dirección www.google.com a varias IP distintas permitiendo que se distribuya la carga entre varios clusters. Cuando un dominio tiene varias IP, como en el caso de Google, el orden en que los servidores DNS traducen las direcciones IP se calcula mediante el sistema de planificación Round-robin.
Cada cluster de Google tiene miles de servidores, por lo que cuando alguien se conecta a un cluster, se distribuye la carga de nuevo mediante el hardware del cluster para enviar la consulta al servidor web que esté menos ocupado en ese momento.
Los racks de Google están hechos a medida y pueden contener entre 40 y 80 servidores. Cada rack tiene una conexión ethernet a un router local que a su vez se conecta al router central utilizando una conexión de 1 Gigabit.[cita requerida]

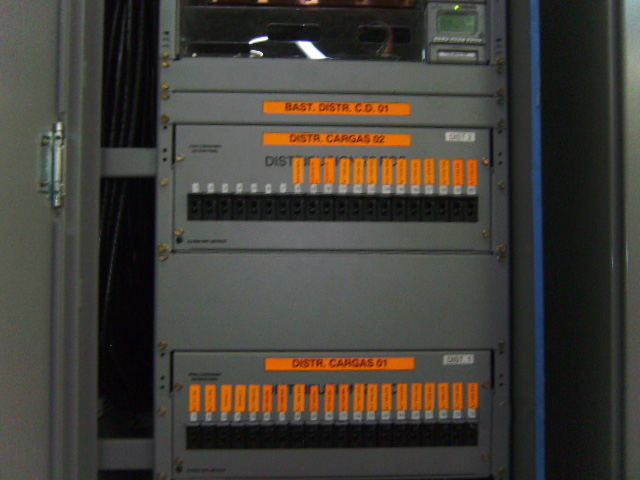
Distribuidor de Cargas.

## Tipos de servidores

Google ordena los resultados de la búsqueda utilizando su propio algoritmo PageRank.. A cada página web se le asigna un número en función del número de enlaces de otras páginas que la apuntan, el valor de esas páginas y otros criterios no públicos.

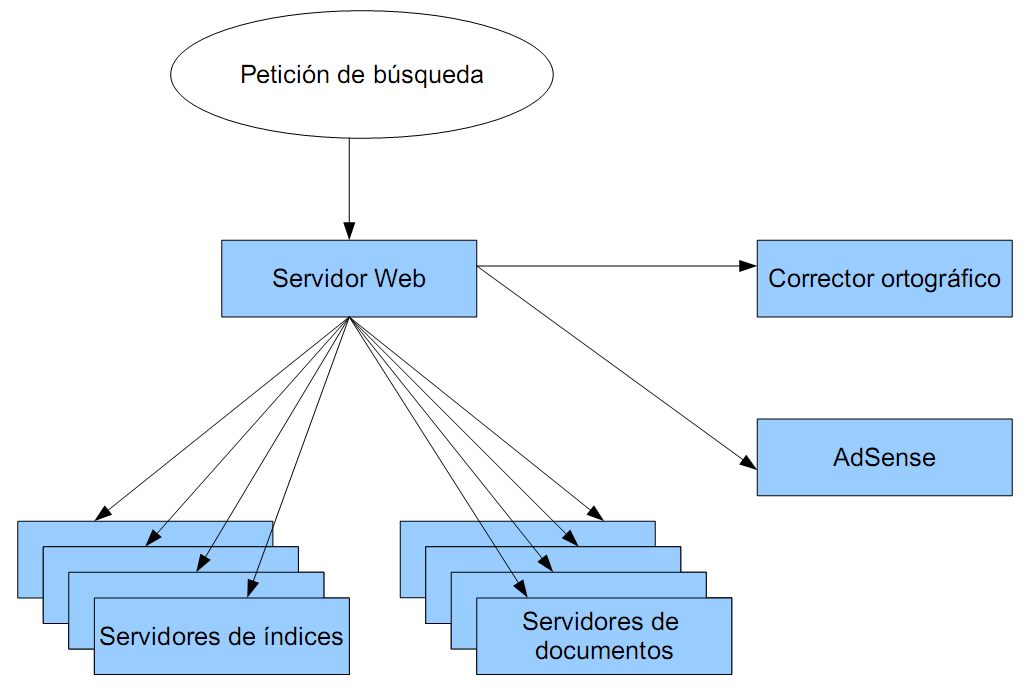
Arquitectura básica del buscador Google.

La infraestructura de servidores de Google está dividida en varias categorías, cada una con un propósito diferente:
- Los distribuidores de carga aceptan la petición del cliente y la  reenvían a uno de los servidores web de Google a través de servidores proxy Squid.
- Los servidores proxy Squid aceptan la petición y devuelven el resultado desde la caché local si es posible y si no reenvían la petición al servidor web.
- Los servidores Web coordinan la ejecución de las consultas enviadas por los usuarios y formatean el resultado utilizando el lenguaje HTML. La ejecución consiste en enviar peticiones a servidores de índices, fusionar los resultados, calcular su rango utilizado PageRank, elaborar un resumen para cada resultado, preguntar por posibles sugerencias a los servidores de ortografía y finalmente obtener una lista de anuncios del servidor de publicidad.
- Los servidores de recolección de datos están dedicados permanentemente a navegar por Internet al estilo araña. Van actualizando el índice y las bases de datos de documentos con las páginas web que van encontrando y aplican los algoritmos de Google para calcular el rango de cada página.
- Los servidores de índices contienen un conjunto de trozos de índice. Devuelven una lista de id's de documentos, llamados "docid", de forma que los documentos a los que identifican contienen la palabra que el usuario está buscando. Estos servidores necesitan menos espacio en disco, pero en cambio soportan una  carga de procesador bastante elevada.
- Los servidores de documentos sirven para almacenar los documentos. Cada documento se almacena en docenas de servidores de documentos. Cuando alguien realiza una búsqueda, el servidor de documentos devuelve un resumen de la página basado en las palabras buscadas por el usuario. También puede devolver el documento entero directamente si se lo solicitan. Estos servidores requieren bastante espacio de disco.
- Los servidores de anuncios (ad servers) gestionan la publicidad de los servicios AdWords y AdSense.

## Hardware y Software de los servidores

### Hardware original

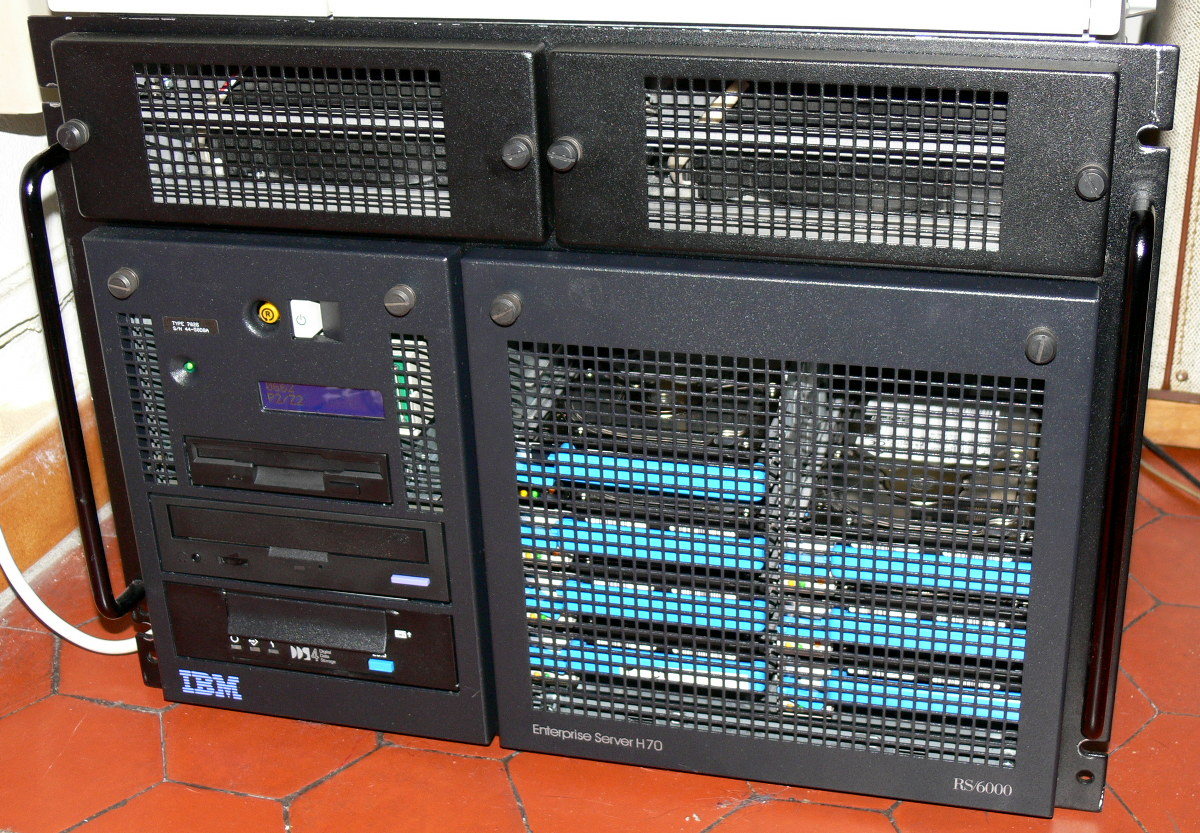
Fotografía de un RS/6000.

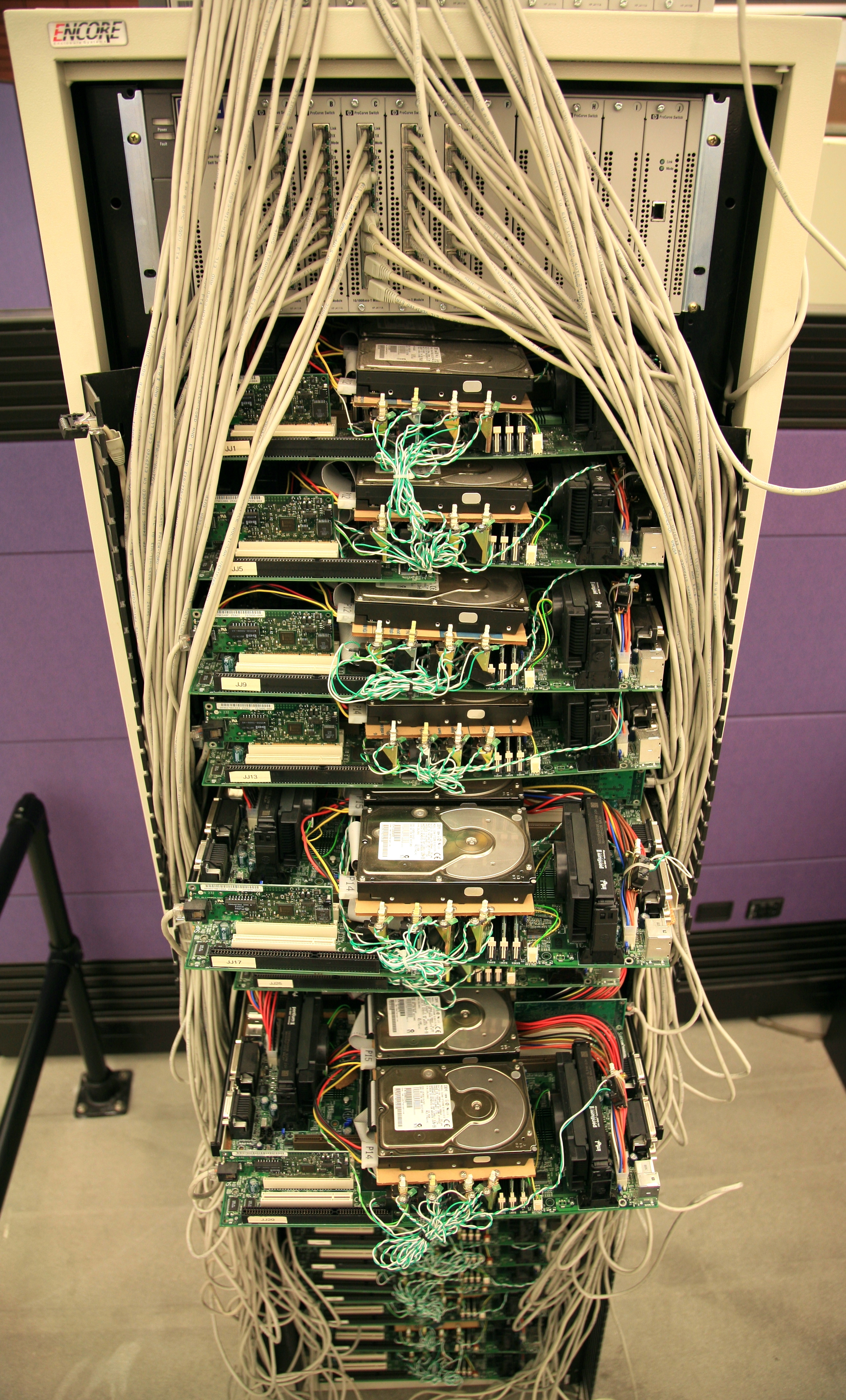
El primer rack de Google, de alrededor del 1999.

El hardware original que utilizaba Google al poco tiempo de su fundación, cuando aún estaba en la Universidad de Stanford incluía lo siguiente:
- Sun Ultra II con procesador de 200MHz dual y 256 MB de RAM. Esta era la máquina principal del sistema original.
- Dos servidores Pentium II duales a 300 MHz donados por Intel que incluían 512 MB de RAM y 8 discos de 9 GB entre los dos servidores. Era en estos servidores donde se ejecutaba la parte principal de la búsqueda.
- F50 IBM RS/6000 donado por IBM que incluía cuatro procesadores, 512 MB de memoria y ocho discos duros de 9 GB.
- Dos armarios adicionales incluían tres discos duros de 9 GB y seis de 4 GB respectivamente que estaban conectados al servidor Sun Ultra II.
- Un armario de expansión de discos de IBM con otros ocho discos duros de 9 GB donados por IBM.
- Armario de disco duros casero que contenía 10 discos duros de 9 GB SCSI.

### Hardware de producción
Especificaciones: Más de 15.000 servidores con velocidades comprendidas entre el Intel Celeron de 533 MHz  y el Pentium III a 1,4 GHz dual (a fecha de 2003). Según Paul Strassman, Google tenía en 2005 unos 200.000 servidores, mientras que algunas fuentes indican que el número de servidores podría haber crecido y las cifras oficiales se mantienen poco precisas intencionadamente. Según una estimación del año 2000, la granja de servidores de Google estaba compuesta por 6000 procesadores, 12.000 discos duros IDE (dos por máquina) en cuatro centros físicos: dos en Silicon Valley y dos en Virginia. Cada centro tenía una conexión de fibra óptica de 2488 Mbit/s y otra de 622 Mbit/s. Los servidores ejecutan un software llamado Google Web Server.
A partir de 2014, Google ha utilizado una versión muy personalizada de Debian (Linux). Migraron de un sistema basado en Red Hat de forma incremental en 2013.

### Operación de servidores
La mayoría de operaciones son de solo lectura. Cuando se necesita una actualización de datos, las consultas se envían a otros servidores, para simplificar los problemas de consistencia. Las consultas se dividen en subconsultas y cada una de ellas se envía por diferentes canales en paralelo, reduciendo así el tiempo de latencia.
Para reducir los efectos de un posible fallo de hardware, los datos almacenados en los servidores se duplican utilizando tecnología RAID (a fecha de febrero de 2008). El software también está diseñado para gestionar los fallos. Por lo tanto, cuando un servidor se cae, los datos todavía están disponibles en otros servidores.

## Impacto medioambiental
El centro de datos más eficiente de Google funciona a 35 grados Celsius (95,0 °F) usando solo enfriamiento de aire fresco, y no requiere aire acondicionado eléctrico.
En diciembre de 2016, Google anunció que, a partir de 2017, compraría suficiente energía renovable para igualar el 100% del uso de energía de sus centros de datos y oficinas. El compromiso convertirá a Google en "el mayor comprador corporativo de energía renovable del mundo, con compromisos que alcanzarán los 2,6 gigavatios (2600 megavatios) de energía eólica y solar".